# Борец мелколепестный
Борец мелколепестный (лат. Aconitum apetalum) — многолетнее травянистое растение, вид рода Борец (Aconitum) семейства Лютиковые (Ranunculaceae).

## Распространение и экология
Ареал вида охватывает Джунгарию. Описан из Кульджи.
Произрастает в высокогорных областях.

## Ботаническое описание
Стебель высотой до 2 м, прямой, мощный, толщиной до 1,5 см, голый или опушённый, простой, ветвящийся лишь в соцветии.
Прикорневые листья на длинных (30—40 см) опушенных, реже голых ребристых черешках; пластинка почковидно-округлая, длиной до 15 см, шириной до 25 см, разделённая на 5—7 широко-клиновидных доли, каждая доля оканчивается 3 крупными долями 2-го порядка, в свою очередь распадающимися на 3 дольки с крупными заострёнными зубцами. Стеблевые листья той же формы, что и прикорневые, также черешковые.
Соцветие — длинная (до 60 см) многоцветковая кисть, в нижней части ветвистая. Цветки жёлтые, небольшие, на цветоножках длиной 5—10 мм, снабжённых двумя нитевидными прицветничками длиной 8—11 мм. Шлем конический, высотой 4—8 мм, шириной в верхней и средней части около 3 мм, на уровне носика 8—11 мм. Боковые доли околоцветника округло-овальные, длиной 8—10 мм, шириной 6—7 мм; нижние доли околоцветника слегка неравные, длиной 7—9 мм, шириной, соответственно, до 2 и 3 мм. Нектарники очень короткие, длиной 5—6 мм; тычинки совершенно голые, с середины к основанию расширяющиеся, редко с одним зубцом посредине; завязи три, густо опушённых желтоватыми волосками сплошь или только по спинке, реже волоски только в нижней части завязи или волоски прижатые.
Семян развивается немного, 3—6.

## Таксономия
Вид Борец мелколепестный входит в род Борец (Aconitum) трибы Живокостные (Delphinieae) подсемейства Лютиковые (Ranunculoideae) семейства Лютиковые (Ranunculaceae) порядка Лютикоцветные (Ranunculales).
|  |                       |  |                                               |                                               |                                         |  | ещё четыре подсемейства (согласно Системе APG II) | ещё четыре подсемейства (согласно Системе APG II) |                                           |  |  |  | ещё 2 рода              | ещё 2 рода               |  |  |
|  |                       |  |                                               |                                               |                                         |  | ещё четыре подсемейства (согласно Системе APG II) | ещё четыре подсемейства (согласно Системе APG II) |                                           |  |  |  | ещё 2 рода              | ещё 2 рода               |  |  |
|  |                       |  |                                               | семейство Лютиковые                           |                                         |  |                                                   |                                                   | триба Живокостные                         |  |  |  |                         | вид Борец мелколепестный |  |  |
|  |                       |  |                                               | семейство Лютиковые                           |                                         |  |                                                   |                                                   | триба Живокостные                         |  |  |  |                         | вид Борец мелколепестный |  |  |
|  | порядок Лютикоцветные |  |                                               |                                               | подсемейство Лютиковые (Ranunculoideae) |  |                                                   |                                                   | род Борец, или Аконит                     |  |  |  |                         |                          |  |  |
|  | порядок Лютикоцветные |  |                                               |                                               |                                         |  |                                                   |                                                   |                                           |  |  |  |                         |                          |  |  |
|  |                       |  | ещё десять семейств (согласно Системе APG II) | ещё десять семейств (согласно Системе APG II) |                                         |  |                                                   | ещё восемь триб (согласно Системе APG II)         | ещё восемь триб (согласно Системе APG II) |  |  |  | ещё от 250 до 300 видов |                          |  |  |
|  |                       |  |                                               | ещё десять семейств (согласно Системе APG II) |                                         |  |                                                   |                                                   | ещё восемь триб (согласно Системе APG II) |  |  |  |                         |                          |  |  |